# Megophrys cheni
Espèce
Synonymes
- Xenophrys cheni Wang & Liu in Wang, Zhao, Yang, Zhou, Chen & Liu, 2014

Megophrys cheni est une espèce d'amphibiens de la famille des Megophryidae.

## Répartition
Cette espèce est endémique de la république populaire de Chine. Elle se rencontre :
- dans la province du Hunan ;
- dans la province du Jiangxi.

## Description
Les 15 spécimens adultes mâles observés lors de la description originale mesurent entre 26,2 mm et 29,5 mm de longueur standard et les 3 spécimens adultes femelles observés lors de la description originale mesurent entre 31,8 mm et 34,1 mm de longueur standard.

## Étymologie
Cette espèce est nommée en l'honneur de Chun-quan Chen.

## Publication originale
- Wang, Zhao, Yang, Zhou, Chen & Liu, 2014 : Morphology, molecular genetics, and bioacoustics support two new sympatric Xenophrys toads (Amphibia: Anura: Megophryidae) in Southeast China. PLoS One, vol. 9, no 4, p. 1–15 (texte intégral).